# Montagano
Montagano – miejscowość i gmina we Włoszech, w regionie Molise, w prowincji Campobasso.
Według danych na rok 2004 gminę zamieszkiwało 1248 osób, 48 os./km².

## Współpraca
Miejscowość partnerska:
- Huy, Belgia